# Compteur de gaz
 (juin 2024).
La mise en forme du texte ne suit pas les recommandations de Wikipédia : il faut le « wikifier ».
Les points d'amélioration suivants sont les cas les plus fréquents. Le détail des points à revoir est peut-être précisé sur la page de discussion.
- Les titres sont pré-formatés par le logiciel. Ils ne sont ni en capitales, ni en gras.
- Le texte ne doit pas être écrit en capitales (les noms de famille non plus), ni en gras, ni en italique, ni en « petit »…
- Le gras n'est utilisé que pour surligner le titre de l'article dans l'introduction, une seule fois.
- L'italique est rarement utilisé : mots en langue étrangère, titres d'œuvres, noms de bateaux, etc.
- Les citations ne sont pas en italique mais en corps de texte normal. Elles sont entourées par des guillemets français : « et ».
- Les listes à puces sont à éviter, des paragraphes rédigés étant largement préférés. Les tableaux sont à réserver à la présentation de données structurées (résultats, etc.).
- Les appels de note de bas de page (petits chiffres en exposant, introduits par l'outil «  Source ») sont à placer entre la fin de phrase et le point final[comme ça].
- Les liens internes (vers d'autres articles de Wikipédia) sont à choisir avec parcimonie. Créez des liens vers des articles approfondissant le sujet. Les termes génériques sans rapport avec le sujet sont à éviter, ainsi que les répétitions de liens vers un même terme.
- Les liens externes sont à placer uniquement dans une section « Liens externes », à la fin de l'article. Ces liens sont à choisir avec parcimonie suivant les règles définies. Si un lien sert de source à l'article, son insertion dans le texte est à faire par les notes de bas de page.
- La présentation des références doit suivre les conventions bibliographiques. Il est recommandé d'utiliser les modèles {{Ouvrage}}, {{Chapitre}}, {{Article}}, {{Lien web}} et/ou {{Bibliographie}}. Le mode d'édition visuel peut mettre en forme automatiquement les références.
- Insérer une infobox (cadre d'informations à droite) n'est pas obligatoire pour parachever la mise en page.

Pour une aide détaillée, merci de consulter Aide:Wikification.
Si vous pensez que ces points ont été résolus, vous pouvez retirer ce bandeau et améliorer la mise en forme d'un autre article.
 (juin 2024).
Si vous disposez d'ouvrages ou d'articles de référence ou si vous connaissez des sites web de qualité traitant du thème abordé ici, merci de compléter l'article en donnant les références utiles à sa vérifiabilité et en les liant à la section « Notes et références ».
 (juin 2024).
Le contenu est difficilement compréhensible vu les erreurs de traduction, qui sont peut-être dues à l'utilisation d'un logiciel de traduction automatique.

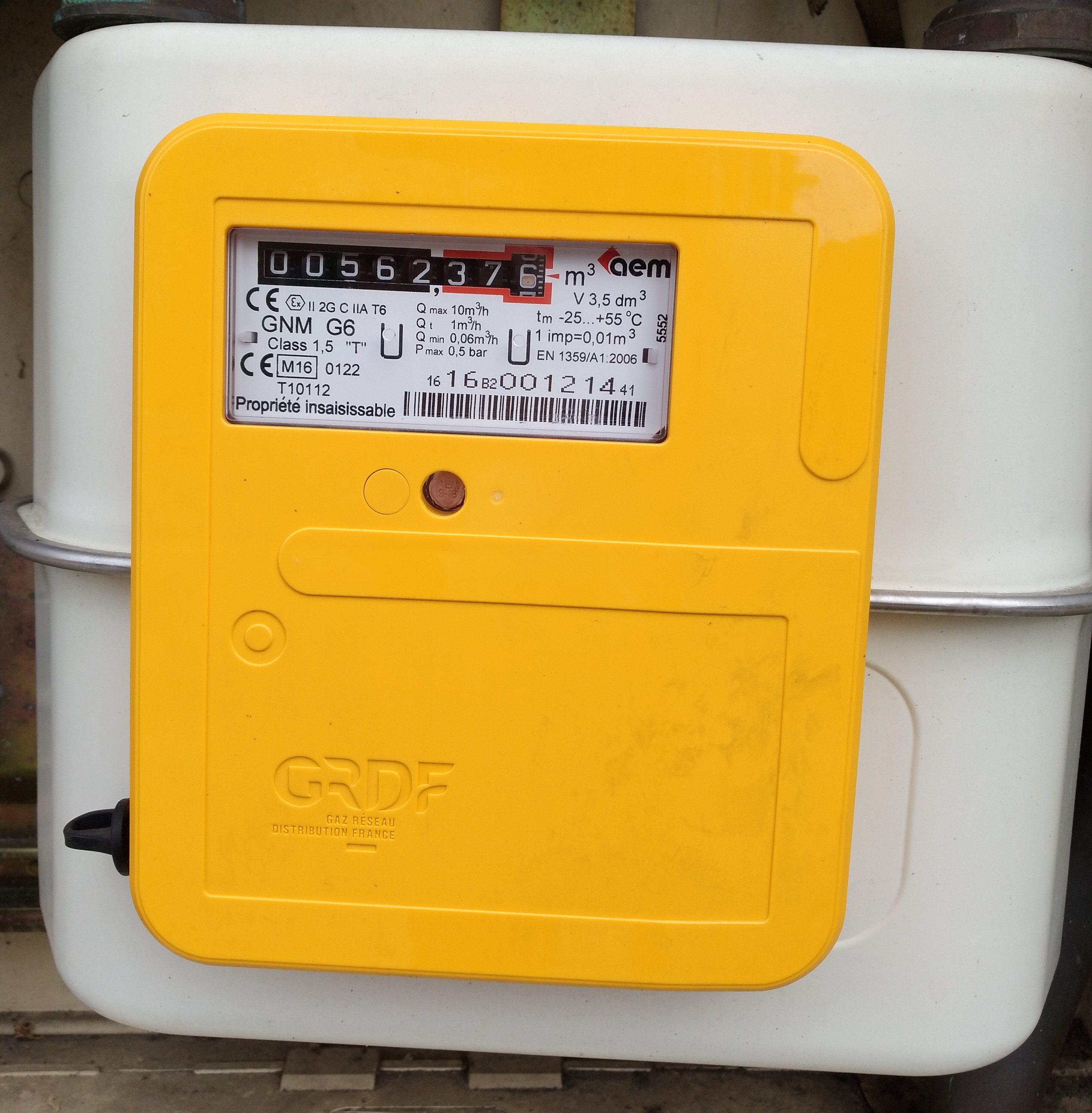
Compteur de gaz conçu pour une utilisation domestique.

Un compteur de gaz est un débitmètre spécialisé, utilisé pour mesurer le volume de gaz combustibles tels que le gaz naturel et le gaz de pétrole liquéfié. Les compteurs à gaz sont utilisés dans les bâtiments résidentiels, commerciaux et industriels qui consomment du gaz combustible fourni par une entreprise qui produit ce gaz. Les gaz sont plus difficiles à mesurer que les liquides, car les volumes mesurés sont fortement influencés par la température et la pression. Les compteurs à gaz mesurent un volume défini, indépendamment de la quantité ou de la qualité du gaz sous pression circulant à travers le compteur. La compensation de la température, de la pression et de la valeur calorifique doit être effectuée pour mesurer la quantité réelle et la valeur du gaz passant à travers un compteur.
Plusieurs conceptions différentes de compteurs à gaz sont couramment utilisées, en fonction du débit volumétrique de gaz à mesurer, de la gamme de débits prévue, du type de gaz mesuré et d'autres facteurs.
Les compteurs à gaz situés dans des climats plus froids dans des bâtiments construits avant les années 1970 étaient généralement situés à l'intérieur de la maison, généralement au sous-sol ou dans le garage. Depuis, la grande majorité est maintenant placée à l'extérieur, bien qu'il existe quelques exceptions, notamment dans les villes plus anciennes.

## Types de compteurs à gaz

### Compteurs à diaphragme/soufflet

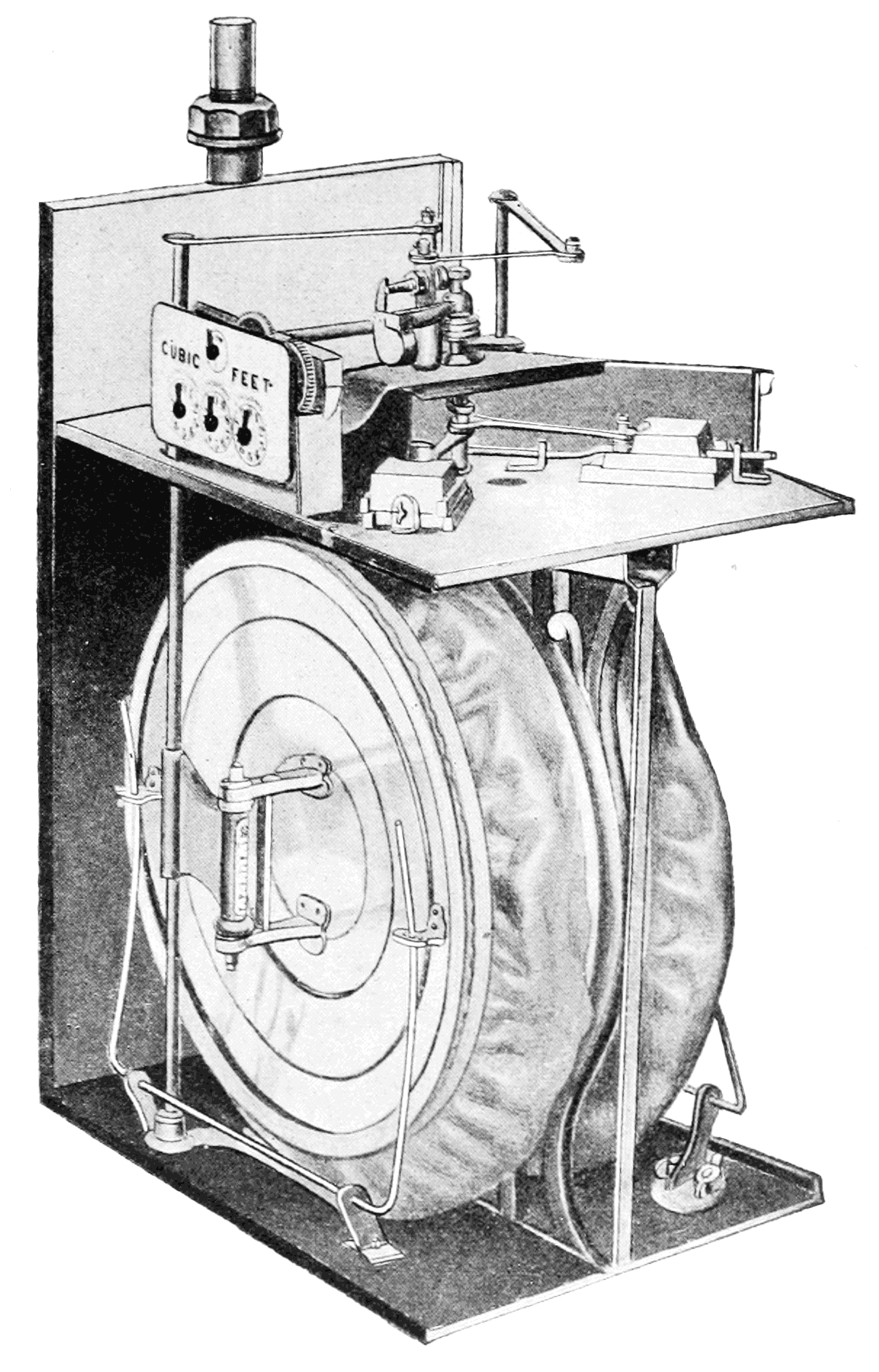
Un compteur de gaz à diaphragme, croquis en coupe de 1900

Ce sont les types de compteurs à gaz les plus courants, présents dans presque toutes les installations résidentielles et commerciales de petite taille. À l'intérieur du compteur, il y a deux ou plusieurs chambres formées par des diaphragmes mobiles. Avec le flux de gaz dirigé par des valves internes, les chambres se remplissent et se vident alternativement, produisant un flux presque continu à travers le compteur. À mesure que les diaphragmes se dilatent et se contractent, des leviers connectés à des manivelles convertissent le mouvement linéaire des diaphragmes en mouvement rotatif d'un arbre à manivelle qui sert d'élément de débit primaire. Cet arbre peut entraîner un mécanisme de compteur similaire à un odometre ou produire des impulsions électriques pour un ordinateur de débit.
Les compteurs à gaz à diaphragme sont des débitmètre à déplacement positif.

### Compteurs rotatifs

Principe de fonctionnement d'un compteur de gaz rotatif

Les compteurs rotatifs sont des instruments de précision hautement usinés capables de gérer des volumes et des pressions plus élevés que les compteurs à diaphragme. À l'intérieur du compteur, deux lobes en forme de "8", les rotors (également connus sous le nom d'impulseurs ou pistons), tournent en alignement précis. À chaque tour, ils déplacent une quantité spécifique de gaz à travers le compteur. Le principe de fonctionnement est similaire à celui d'un Roots blower. Le mouvement rotatif de l'arbre à manivelle sert d'élément de débit primaire et peut produire des impulsions électriques pour un ordinateur de débit ou entraîner un compteur similaire à un odomètre.

### Compteurs à turbine
Les compteurs de gaz à turbine déduisent le volume de gaz en déterminant la vitesse du gaz se déplaçant à travers le compteur. Comme le volume de gaz est déduit du débit, il est important que les conditions d'écoulement soient bonnes. Une petite turbine interne mesure la vitesse du gaz, qui est transmise mécaniquement à un compteur mécanique ou électronique. Ces compteurs n'entravent pas le flux de gaz, mais sont limités pour mesurer les débits plus faibles.

### Compteurs à orifice
Un compteur de gaz à orifice consiste en une longueur droite de tuyau à l'intérieur de laquelle une plaque d'orifice précisément connue crée une chute de pression, affectant ainsi le débit. Les compteurs à orifice sont un type de compteur différentiel, qui déduisent tous le débit de gaz en mesurant la différence de pression à travers une perturbation de débit délibérément conçue et installée. La pression statique du gaz, sa densité, sa viscosité et sa température doivent être mesurées ou connues en plus de la pression différentielle pour que le compteur mesure avec précision le fluide. Les compteurs à orifice ne gèrent souvent pas une large plage de débits. Ils sont cependant acceptés et compris dans les applications industrielles car ils sont faciles à entretenir sur le terrain et ne comportent aucune pièce mobile.

### Débitmètres à ultrasons
Les débitmètres à ultrasons sont plus complexes que les compteurs purement mécaniques, car ils nécessitent des capacités de traitement et de calcul de signaux importantes. Les compteurs à ultrasons mesurent la vitesse de déplacement du gaz en mesurant la vitesse à laquelle le son se propage dans le milieu gazeux à l'intérieur du tuyau. L'American Gas Association couvre l'utilisation et l'installation appropriées de ces compteurs et spécifie un calcul standardisé de la vitesse du son qui prédit la vitesse du son dans un gaz avec une pression, une température et une composition connues.
Les types les plus élaborés de débitmètres à ultrasons moyennent la vitesse du son sur plusieurs chemins dans le tuyau. La longueur de chaque chemin est précisément mesurée en usine. Chaque chemin comprend un transducteur ultrasonique à une extrémité et un capteur à l'autre. Le compteur crée un "ping" avec le transducteur et mesure le temps écoulé avant que le capteur ne reçoive l'impulsion sonore. Certains de ces chemins pointent vers l'amont, de sorte que la somme des temps de vol des impulsions sonores peut être divisée par la somme des longueurs de vol pour fournir une vitesse moyenne du son dans la direction amont. Cette vitesse diffère de la vitesse du son dans le gaz par la vitesse à laquelle le gaz se déplace dans le tuyau. Les autres chemins peuvent être identiques ou similaires, sauf que les impulsions sonores se déplacent en aval. Le compteur compare alors la différence entre les vitesses amont et aval pour calculer la vitesse du flux de gaz.
Les compteurs à ultrasons sont coûteux et fonctionnent mieux en l'absence totale de liquides dans le gaz mesuré, ils sont donc principalement utilisés dans les applications à haut débit et haute pression telles que les stations de comptage des pipelines de services publics, où le gaz est toujours sec et maigre, et où de petites inexactitudes proportionnelles sont intolérables en raison des sommes d'argent en jeu. Le rapport de réduction d'un compteur à ultrasons est probablement le plus élevé de tous les types de compteurs de gaz naturel, et la précision et la plage de mesure d'un compteur à ultrasons de haute qualité sont en fait supérieures à celles des compteurs à turbine contre lesquels ils sont prouvés.
Des variétés peu coûteuses de compteurs à ultrasons sont disponibles sous forme de débitmètres à pince, qui peuvent être utilisés pour mesurer le débit dans n'importe quel diamètre de tuyau sans modification intrusive. Ces dispositifs sont basés sur deux types de technologies : (1) le temps de vol ou temps de transit ; et (2) la corrélation croisée. Les deux technologies impliquent des transducteurs simplement fixés sur le tuyau et programmés avec la taille et la plage du tuyau, et peuvent être utilisés pour calculer le débit. Ces compteurs peuvent être utilisés pour mesurer presque n'importe quel gaz sec, y compris le gaz naturel, l'azote, l'air comprimé et la vapeur. Des compteurs à pince sont également disponibles pour mesurer le débit de liquide.

### Compteurs de Coriolis
Un compteur de Coriolis se compose généralement d'un ou plusieurs tuyaux avec une ou plusieurs sections déplacées longitudinalement ou axialement, qui sont excitées pour vibrer à une fréquence de résonance. Les compteurs de Coriolis sont utilisés avec des liquides et des gaz. Lorsque le fluide à l'intérieur de la section déplacée est au repos, les parties amont et aval de la section déplacée vibrent en phase l'une avec l'autre. La fréquence de cette vibration est déterminée par la densité globale du tuyau (y compris son contenu). Cela permet au compteur de mesurer la densité du gaz en temps réel. Cependant, une fois que le fluide commence à s'écouler, la force de Coriolis entre en jeu. Cet effet implique une relation entre la différence de phase dans la vibration des sections amont et aval et le débit massique du fluide contenu dans le tuyau.
Encore une fois, en raison de la quantité d'inférences, de contrôle analogique et de calcul intrinsèques à un compteur de Coriolis, le compteur n'est pas complet avec seulement ses composants physiques. Il existe des éléments d'actionnement, de détection, électroniques et computationnels qui doivent être présents pour que le compteur fonctionne.
Les compteurs de Coriolis peuvent gérer une large gamme de débits et ont la capacité unique de fournir un débit massique - ce qui donne la plus haute précision de mesure de débit actuellement disponible pour la mesure de débit massique. Comme ils mesurent la densité du flux, les compteurs de Coriolis peuvent également déduire le débit de gaz dans les conditions de flux.
Le rapport n° 11 de l'American Gas Association fournit des directives pour obtenir de bons résultats lors de la mesure du gaz naturel avec un compteur de Coriolis.

## Valeur calorifique
Le volume de gaz fourni par un compteur de gaz n'est que cela, une lecture de volume. Le volume de gaz ne prend pas en compte la qualité du gaz ou la quantité de chaleur disponible lors de la combustion. Les clients des services publics sont facturés en fonction de la chaleur disponible dans le gaz. La qualité du gaz est mesurée et ajustée à chaque cycle de facturation. Cela est connu sous plusieurs noms, comme la valeur calorifique, la valeur calorifique, ou la thermie.
La valeur calorifique du gaz naturel peut être obtenue à l'aide d'un chromatographie de gaz de procédé, qui mesure la quantité de chaque constituant du gaz, à savoir :
- méthane
- éthane
- hydrogène
- monoxyde de carbone
- vapeur d'eau

De plus, pour convertir le volume en énergie thermique, la pression et la température du gaz doivent être prises en compte. La pression n'est généralement pas un problème ; le compteur est simplement installé immédiatement en aval d'un régulateur de pression et est étalonné pour lire avec précision à cette pression. La compensation de pression a ensuite lieu dans le système de facturation de l'entreprise de services publics. La température variable ne peut pas être gérée aussi facilement, mais certains compteurs sont conçus avec une compensation de température intégrée pour les maintenir raisonnablement précis sur leur plage de température prévue. D'autres sont corrigés électroniquement pour la température.

## Dispositifs d'indication
Tout type de compteur de gaz peut être obtenu avec une grande variété d'indicateurs. Les plus courants sont les indicateurs qui utilisent plusieurs aiguilles d'horloge (style pointeur) ou des affichages numériques similaires à un odometre, mais les affichages à distance de différents types deviennent également populaires — voir Lecture automatique de compteur et Compteur intelligent.
|                      |
| Indicateur numérique |

|                                   |
| Indicateur entièrement analogique |

## Précision
Les compteurs à gaz doivent enregistrer le volume de gaz consommé avec un degré de précision acceptable. Toute erreur significative dans le volume enregistré peut représenter une perte pour le fournisseur de gaz ou une surfacturation pour le consommateur. La précision est généralement établie par la loi pour l'endroit où le compteur est installé. Les dispositions légales doivent également spécifier une procédure à suivre en cas de contestation de la précision.
Au Royaume-Uni, l'erreur autorisée pour un compteur de gaz fabriqué avant la Directive européenne sur les instruments de mesure est de ±2 %. Cependant, la Directive européenne sur les instruments de mesure a harmonisé les erreurs des compteurs de gaz à travers l'Europe et, par conséquent, les compteurs fabriqués depuis l'entrée en vigueur de la directive doivent lire dans une plage de ±3 %. Les compteurs dont la précision est contestée par le client doivent être retirés pour être testés par un examinateur de compteurs agréé. Si le compteur est trouvé en dehors des limites prescrites, le fournisseur doit rembourser au consommateur le gaz incorrectement mesuré pendant que ce consommateur avait ce compteur (mais pas l'inverse). Tout remboursement est limité aux six années précédentes. Si le compteur ne peut pas être testé ou si sa lecture est peu fiable, le consommateur et le fournisseur doivent négocier un règlement. Si le compteur est trouvé dans les limites, le consommateur doit payer les frais de test (et payer les charges en souffrance). Cela contraste avec la position sur les compteurs électriques, où le test est gratuit et un remboursement n'est accordé que si la date à laquelle le compteur a commencé à lire de manière incorrecte peut être déterminée.

## Lectures à distance

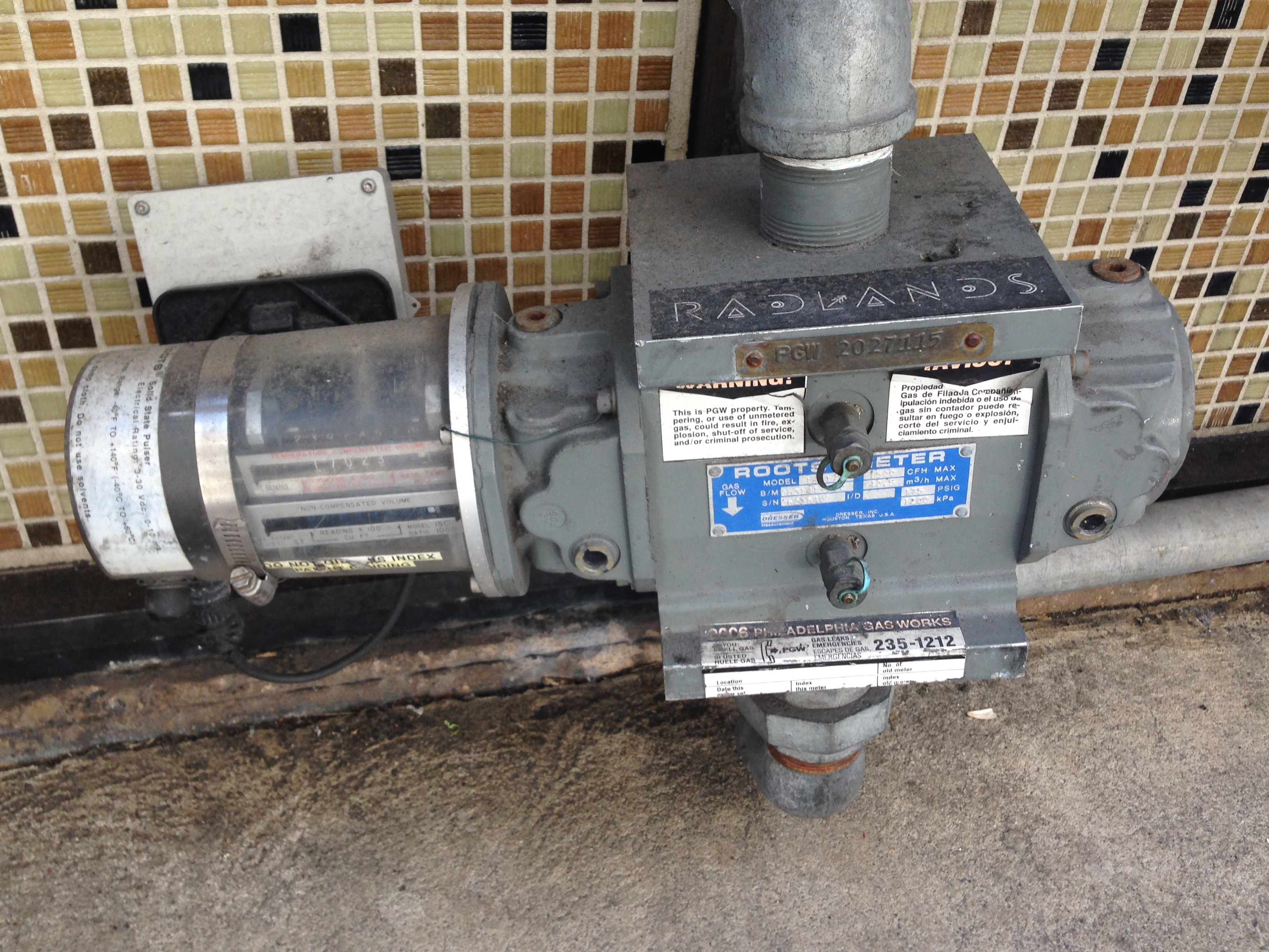
Compteur de gaz avec pulser à semi-conducteurs (à gauche) pour lecture à distance

La lecture à distance devient populaire pour les compteurs à gaz. Elle est souvent effectuée par une sortie d'impulsion électronique montée sur le compteur. Différents styles sont disponibles mais le plus courant est un interrupteur à fermeture de contact.

## Calculs de mesure de débit
Les compteurs à turbine, rotatifs et à diaphragme peuvent être compensés à l'aide d'un calcul spécifié dans le rapport n° 7 de l'American Gas Association. Ce calcul standardisé compense la quantité de volume mesuré en fonction de la quantité de volume à un ensemble de conditions de base. Le calcul AGA 7 lui-même est un simple ratio et est, en essence, une approche de correction de densité pour traduire le volume ou le débit de gaz aux conditions d'écoulement en volume ou débit aux conditions de base.
Les compteurs à orifice sont un type de compteur très couramment utilisé, et en raison de leur utilisation répandue, les caractéristiques de l'écoulement du gaz à travers un compteur à orifice ont été étudiées de près. Le rapport n° 3 de l'American Gas Association traite d'un large éventail de questions relatives à la mesure par orifice du gaz naturel et spécifie un algorithme pour calculer les débits de gaz naturel basés sur la pression différentielle, la pression statique et la température d'un gaz de composition connue.
Ces calculs dépendent en partie de la loi des gaz parfaits et nécessitent également un calcul de compressibilité des gaz pour tenir compte du fait que les gaz réels ne sont pas parfaits. Un calcul de compressibilité très couramment utilisé est le rapport n° 8 de l'American Gas Association, caractérisation détaillée.

## Normes de taille de filetage
Les compteurs à gaz résidentiels, commerciaux et industriels ont leurs propres tailles de filetage standard. Le compteur de gaz est connecté à la tuyauterie du client via un pivot et un écrou, qui ont un ensemble de tailles de filetage dédiées. Ces tailles de filetage étaient à l'origine nommées d'après la quantité de gaz destinée à y circuler en termes de lampes à gaz, par exemple un compteur de 30 Lt. peut fournir suffisamment de gaz pour 30 lampes et était désigné à la fin du 19e siècle comme un compteur de gaz de 30 lumières. Ces tailles sont généralement de 10Lt, 20Lt, 30Lt, 45Lt ou 60Lt, bien que des tailles plus petites et plus grandes soient disponibles. Les tailles de filetage sont légèrement, d'environ 1/16 pouces (1,5875 mm), plus grandes que la taille NPT la plus proche, afin d'accommoder le diamètre intérieur approprié dans le pivot.